# Ulai Otobed
Ulai Trudy Otobed (geb. 31. Dezember 1941, Babeldaob Aimeliik) ist eine Ärztin in Palau. Sie war die erste mikronesische Ärztin. Sie war auch eine begabte Tischtennis-Spielerin und gewann eine Goldmedaille bei den Südpazifikspielen 1963 und war nationale Meisterin in Fidschi in drei Kategorien.

## Leben
Otobed wurde auf der Insel Babeldaob in Aimeliik geboren. Ihre Eltern waren Berenges Oiterong und Taurengel Otobed. Sie ist die zweite von sechs Kindern. Ihr Bruder Rechiuang Demai Otobed war der erste Palauer, welcher einen Abschluss in Entomologie erwarb. Sie begann ihre Schulbildung in Ngeremlengui im Alter von sechs Jahren. Von 1953 bis 1956 war sie an der Palau Intermediate School und besuchte dann die Pacific Islands Central School (1956–1959). Nachdem sie an der Central Medical School in Fidschi aufgenommen worden war, besuchte sie noch die Trust Territory School of Nursing bis zum Beginn ihrer Kurse 1960. Während der Ausbildung dort war sie Mitglied im Tischtennisteam von Fidschi, mit welchem sie Gold bei den Südpazifikspielen 1963 gewann. Im folgenden Jahr gewann sie die Nationalmeisterschaften in den Kategorien Einzel, Doppel- und Gemischtes Doppel.
Otobed graduierte 1965 von der Central Medical School und gewann darüber hinaus mehrere Preise wie Principal’s Presentation for the top female student, Glazo-Allenburgs Prize for the highest grade average (für den höchsten Notendurchschnitt) und British Medical Association Gold Medal for academic excellence in surgery (für herausragende Leistungen in Operationen). Sie vollendete ihre Ausbildung mit einem zweijährigen Praktikum am McDonald Memorial Hospital, wonach sie 1968 die Trust Territory Medical Board Examinations ablegte.
1968 verbrachte Otobed sechs Monate zum Training in Neuseeland, legte das Auckland Hospital Board Exam ab und erwarb 1969 ein Diplom in Geburtshilfe. Zwischen 1970 und 1973 kehrte sie nochmals nach Neuseeland zurück, um an der Postgraduate School of Obstetrics and Gynaecology an der University of Auckland zu studieren, wo sie auch am National Women’s Hospital als Surgeon (Operateurin) und Registrar arbeitete. Nachdem sie ein Diplom in Obstetrics und Gynäkologie erworben hatte, kam sie 1973 zurück nach Koror in Palau, wo sie im McDonald Memorial Hospital arbeitete. Zwischen 1974 und 1976 besuchte sie das Mysore Medical College in Indien, wo sie einen Bachelor of Science in Medizin und Surgery (Operation) werwarb. 1977 legte sie die amerikanische Examination for Foreign Medical Graduates ab.
Nach der Rückkehr nach Palau arbeitete sie in Geburtshilfe, Gynäkologie und Familienplanung am McDonald Memorial Hospital, Otobed wurde später Head of Clinical Services am nationalen Krankenhaus. Sie diente auch beim Palau National Scholarship Board.